# On n'oublie jamais rien, on vit avec
On n'oublie jamais rien, on vit avec é uma canção gravada e interpretada pela cantora francesa Hélène Ségara em dueto com a cantora italiana Laura Pausini.
É o terceiro single, lançado em 23 de novembro de 2003, do álbum Humaine de Hélène Ségara.

## Informações
O texto e a música são de autoria de Antonio Angelelli, Bruno Grimaldi e Gérard Capaldi, e o texto adaptado em italiano (Il ricordo che ho di noi) é de autoria de Laura Pausini.
A canção obteve um grande sucesso na França, Bélgica e Suíça, sendo um dos singles de maior sucesso de ambas as cantoras nesses países.
O videoclip foi gravado em Paris, sob a direção de Gaetano Morbioli, e em 2004 foi inserido no álbum Resta in ascolto - Limited Edition de Laura Pausini.

## Faixas
CD single - Promo 0825646077724 - Warner Music França (2003)
1. On n'oublie jamais rien, on vit avec (Duetto con Laura Pausini)
2. L'ile de nous

CD single - Promo 5050467419322 - Warner Music França (2003)
1. On ne dit pas
2. Humaine
3. On n'oublie jamais rien, on vit avec (Duetto con Laura Pausini)
4. L'amour est un soleil

## Créditos
- Sébastien Cortella: teclados
- Pierre Jaconelli: guitarra elétrica, guitarra acústica
- Ian Thomas: bateria
- Nicolas Fiszman: baixo elétrico
- Denis Benarrosh: percussão
- Les Archers de Paris: cordas friccionadas
- Philippe Nadal: orquestra
- Christian Guiot: violino

## Desempenho nas tabelas musicais
| Paradas (2003-2004) | Melhor posição |
| ------------------- | -------------- |
| Bélgica             | 2              |
| França              | 3              |
| Suíça               | 3              |

| País    | Certificação |
| ------- | ------------ |
| Bélgica | Ouro         |
| França  | Ouro         |

## Informações adicionais
On n'oublie jamais rien, on vit avec foi inserida também no álbum Le best of de Hélène Ségara.